# Bara församling, Lunds stift
Bara församling var en församling i Lunds stift och i Svedala kommun. Församlingen uppgick 2002 i Värby församling.

## Administrativ historik
Församlingen har medeltida ursprung.
Församlingen var till 1938 moderförsamling i pastoratet Bara och Mölleberga för att därefter till 2002 vara annexförsamling i pastoratet Hyby och Bara som till 1962 även omfattade Mölleberga församling och från 1962 Bjärshögs och Skabersjö församlingar. Församlingen uppgick 2002 i Värby församling.

## Kyrkor
- Bara kyrka